# Armageddon (2008)
Armageddon (2008) foi um evento de wrestling profissional em formato pay-per-view produzido pela promoção estadunidense World Wrestling Entertainment, ocorreu no dia 14 de Dezembro de 2008, no HSBC Arena em Buffalo, Nova Iorque. Esta foi a nona e última edição da cronologia do Armageddon. O evento foi substituído pelo WWE TLC: Tables, Ladders & Chairs no calendário de eventos da empresa.

## Resultados
| #                              | Lutas                                                                                                  | Estipulação                                                                      | Tempo        |
| ------------------------------ | --- | -------------------------------------------------------------------------------- | ------------ |
| Dark                           | John Morrison e The Miz derrotaram Jesse e Festus                                                      | Luta de duplas                                                                   | Desconhecido |
| 1                              | Vladimir Kozlov derrotou Matt Hardy                                                                    | Luta individual                                                                  | 09:02        |
| 2                              | CM Punk derrotou Rey Mysterio                                                                          | Luta individual para definir o desafiante pelo WWE Intercontinental Championship | 12:15        |
| 3                              | Finlay (com Hornswoggle) derrotou Mark Henry (com Tony Atlas)                                          | Belfast Brawl                                                                    | 09:38        |
| 4                              | Batista derrotou Randy Orton (com Cody Rhodes e Manu)                                                  | Luta individual                                                                  | 16:41        |
| 5                              | Maria, Kelly Kelly, Mickie James e Michelle McCool derrotaram Maryse, Jillian Hall, Victoria e Natalya | Luta de quartetos                                                                | 04:33        |
| 6                              | John Cena (c) derrotou Chris Jericho                                                                   | Luta individual pelo World Heavyweight Championship                              | 12:43        |
| 7                              | Jeff Hardy derrotou Edge (c) e Triple H                                                                | Luta Triple Threat pelo WWE Championship                                         | 17:19        |
| (c) - Campeão(s) antes da luta | |                                                                                  |              |

### Torneio pelo Campeonato Intercontinental
|  | 1ª Rodada     | 1ª Rodada     | 1ª Rodada    |              |     | Semi-finais | Semi-finais | Semi-finais |  |  | Final | Final | Final |  |
|  |               |               |              |              |     |             |             |             |  |  |       |       |       |  |
|  | Kofi Kingston | Kofi Kingston | DQ           |              |     |             |             |             |  |  |       |       |       |  |
|  | Kofi Kingston | Kofi Kingston | DQ           |              |     |             |             |             |  |  |       |       |       |  |
|  | Kane          |               |              |              |     |             |             |             |  |  |       |       |       |  |
|  |               | Kofi Kingston |              |              |     |             |             |             |  |  |       |       |       |  |
|  |               |               |              |              |     |             |             |             |  |  |       |       |       |  |
|  |               |               | Rey Mysterio | Rey Mysterio | Pin |             |             |             |  |  |       |       |       |  |
|  | Rey Mysterio  | Rey Mysterio  | Rey Mysterio | Rey Mysterio | Pin | Pin         |             |             |  |  |       |       |       |  |
|  | Rey Mysterio  | Rey Mysterio  |              |              |     |             |             |             |  |  |       |       |       |  |
|  | The Miz       |               |              |              |     |             |             |             |  |  |       |       |       |  |
|  |               | Rey Mysterio  |              |              |     |             |             |             |  |  |       |       |       |  |
|  |               |               |              |              |     |             |             |             |  |  |       |       |       |  |
|  |               |               | CM Punk      | CM Punk      | Pin |             |             |             |  |  |       |       |       |  |
|  | John Morrison | John Morrison | CM Punk      | CM Punk      | Pin | Pin         |             |             |  |  |       |       |       |  |
|  | John Morrison | John Morrison |              |              |     |             |             |             |  |  |       |       |       |  |
|  | Finlay        |               |              |              |     |             |             |             |  |  |       |       |       |  |
|  |               | John Morrison |              |              |     |             |             |             |  |  |       |       |       |  |
|  |               |               |              |              |     |             |             |             |  |  |       |       |       |  |
|  |               |               | CM Punk      | CM Punk      | Pin |             |             |             |  |  |       |       |       |  |
|  | CM Punk       | CM Punk       | CM Punk      | CM Punk      | Pin | Pin         |             |             |  |  |       |       |       |  |
|  | CM Punk       | CM Punk       |              |              |     |             |             |             |  |  |       |       |       |  |
|  | Snitsky       |               |              |              |     |             |             |             |  |  |       |       |       |  |